# Nieul-lès-Saintes
 Nieul-lès-Saintes  es una población y comuna francesa, situada en la región de Poitou-Charentes, departamento de Charente Marítimo, en el distrito de Saintes y cantón de Saintes-Ouest.

## Demografía
| 647 | 636 | 569 | 763 | 953 | 975 |
| Para los censos de 1962 a 1999 la población legal corresponde a la población sin duplicidades (Fuente: INSEE [Consultar]) |     |     |     |     |     |